# HD 181433 b
HD 181433 b는 공작자리 방향으로 지구로부터 약 87 광년 떨어진 곳에 있는 항성 HD 181433 주위를 도는, 외계 행성이다. 이 행성의 최소 질량은 지구의 7.56배 정도로, 슈퍼 지구로 추측된다. 항성으로부터 0.080 천문단위 떨어져 있다. 공전 궤도 이심률은 0.396으로 근일점과 원일점의 거리 차이가 0.063 천문단위이다. 보치 연구진은 HD 181433 항성계를 자세히 소개한 논문을 Astronomy and Astrophysics에 제출했다.

## 같이 보기
- HD 181433 c
- HD 181433 d